# Deltoid

Konvex deltoid

Konkáv deltoid

A geometriában a deltoid olyan tengelyesen szimmetrikus négyszög, melynek az egyik átlója a szimmetriatengelye és melynek két-két egymás melletti oldala azonos hosszúságú. (Ha mind a négy oldal azonos hosszúságú, akkor a deltoid egyúttal rombusz is, ha ezenfelül közbezárt szögük derékszög, négyzet is.) Ebből az is következik, hogy van a vele szemközti szöggel egybevágó szöge, és hogy a konvex deltoid egyik átlója merőlegesen metszi a másikat, és szimmetria okokból felezi azt. A konkáv deltoid átlói elkerülik egymást, nem metszők, de az átlókra fektetett egyenesek ekkor is merőlegesen metszik egymást.

## Területe
Ha {\displaystyle a} és {\displaystyle b} a deltoid oldalai és {\displaystyle \beta } a nem megegyező oldalak által bezárt szög, {\displaystyle e} és {\displaystyle f} a deltoid két átlója, akkor a deltoid {\displaystyle t} területe a következőképpen számítható:
{\displaystyle t={\frac {e\cdot f}{2}}=a\cdot b\cdot \sin(\beta )}
Minden deltoidnak van legalább egy szimmetriatengelye. Minden konvex deltoid érintőnégyszög, de a konkáv deltoid esetében is igaz, hogy az oldalaira fektetett 4 egyenes egy kör 4 érintője, csupán az érintési pontok közül kettő nem a deltoid oldalára esik.

## Kerülete
{\displaystyle k=2\cdot (a+b)=a+a+b+b}